# 瀧本哲史
瀧本 哲史（たきもと てつふみ、1972年1月22日 - 2019年8月10日）は、日本のエンジェル投資家、経営コンサルタント。京都大学産官学連携本部イノベーションマネジメントサイエンス研究部門客員准教授、株式会社オトバンク取締役、全国教室ディベート連盟副理事長等を歴任した。瀧本孝雄の子。

## 略歴
- 父は心理学者の瀧本孝雄[1]。日出学園小学校、麻布中学校・高等学校を経て、東京大学法学部卒業。高校時代はオリエンテーリング部に所属。東大在学中は第一高等学校・東京大学弁論部に所属。1994年、学部卒業と同時に東京大学大学院法学政治学研究科助手に採用。専攻は民法、指導教官は内田貴[1][3]。
- 助手の任期終了後は学界に残らず、1997年、マッキンゼー・アンド・カンパニーに入社、エレクトロニクス業界のコンサルタントを担当。2000年より、多額の債務を抱えていた日本交通の経営再建に取り組む。
- 1996年に始まったディベート甲子園の基礎を築いた一人で、運営団体の全国教室ディベート連盟理事、事務局長等を歴任[4][5]。
- 2007年から京都大学産官学連携センターの客員准教授を務める（死去まで）。
- 2019年8月10日、病により東京大学病院にて逝去（享年47）[1][6][7]。
- 2020年8月26日、NHKクローズアップ現代+において「2020年の世界を生きる君たちへ～投資家 瀧本哲史さんが残した“宿題”～」放送[8]。

## 著書
- 『武器としての決断思考』星海社（出版）講談社（発売）〈星海社新書 1〉、2011年9月。ISBN 978-4-06-138501-6。
- 『僕は君たちに武器を配りたい』講談社、2011年9月。ISBN 978-4-06-217066-6。
- 『武器としての交渉思考』星海社（出版）講談社（発売）〈星海社新書 19〉、2012年6月。ISBN 978-4-06-138515-3。
- 『君に友だちはいらない』講談社、2013年11月。ISBN 978-4062176200。
- 『戦略がすべて』新潮社〈新潮新書〉、2015年12月。ISBN 978-4106106484。
- 『ミライの授業』講談社、2016年7月。ISBN 978-4062200172。
- 『2020年6月30日にまたここで会おう 瀧本哲史伝説の東大講義』星海社〈星海社新書〉、2020年4月。ISBN 978-4065194287。
- 『読書は格闘技』集英社〈集英社文庫〉、2021年5月。ISBN 978-4-08-744247-2。

## テレビ出演
- NHK「ニッポンのジレンマ」（2012年3月）
- NHK「NEWS WEB 24」（2012年4月 - 、毎週水曜日未明〈火曜日深夜〉「ネットナビゲーター（第1期生）」として）- NEWS WEBでは祝日に出演する。
- TBS「新・情報7daysニュースキャスター」（2013年7月13日、ゲストコメンテーター）